# 4A Engine
4A Engine — игровой движок, разработанный украинской компанией 4A Games для использования в своей компьютерной игре «Metro 2033», изданной THQ 16 марта 2010 года. 4A Engine является внутренним движком компании и не предлагается для лицензирования. Движок использует API DirectX версий 9, 10, 11 и 12, OpenGL версий 3.2 и 4, а также технологии компании Nvidia: физический движок PhysX, Nvidia 3D Vision, Nvidia HairWorks и технологию трассировки лучей в реальном времени Nvidia RTX.

## Разработка и характеристики
Движок был разработан украинцами, группой разработчиков ушедших из компании GSC Game World за год до выхода S.T.A.L.K.E.R.: Тень Чернобыля. В первую очередь это Олесь Шишковцов и Александр Максимчук, работавшие в качестве программистов над разработкой движка X-Ray, использованного в серии компьютерных игр «S.T.A.L.K.E.R.». Движок изначально создавался с возможностью запуска на PC, Xbox 360 и PlayStation 3. Однако версия «Metro 2033» для PlayStation 3 не была выпущена.
Шишковцов с коллегами покинули компанию во время разработки S.T.A.L.K.E.R из-за проблем с движком X-Ray. По словам Олеся, он не поддерживал многопоточность, был оснащен слабой и неудовлетворительно работающей сетевой моделью, плохо управлялись ресурсы и память, что в целом не позволяло пользоваться потоковой передачей данных, как и общий уровень его возможностей не походил для 'next-gen'-консолей. Также, по его же словам, движок имел «ужасный текстовый скриптинг» (X-Ray был написан в 2000 году), что приводило к задержкам в оригинальной игре.
Движок поддерживает многопоточность таким образом, что только PhysX обладает выделенным потоком, и использует задачную модель (англ. task-model) без какой-либо предварительной проверки состояний или пред/постсинхронизации, тем самым позволяя задачам выполняться параллельно. Когда во время разработки замерялось быстродействие на Xbox 360, то задачи выполнялись со скоростью «примерно 3000 заданий при 30 мс кадрах для Xbox 360 в сценах с сильной нагрузкой на CPU и загрузкой всех аппаратных потоков на 100 %». Шишковцов также говорил, что архитектура чипа NV40 графического процессора RSX в PlayStation 3 оказалась весьма удобной для разработки, отметив также, что там было и множество «пустых циклов». Движок может использовать отложенный шейдерный конвейер (англ. deferred shading pipeline) и тесселяцию для большей производительности, а также поддерживает HDR (полностью, в том числе и со смещением в голубом цвете), отражения в реальном времени (англ. real-time reflections), цветовую коррекцию, зернистость и шум, характерные для киноплёнки, и многоядерную обработку.
Игра «Metro 2033» продемонстрировала довольно неплохую реализацию объемного тумана, двойную точность в PhysX-расчётах, размытие объектов, разбитие подповерхностей для шейдеров покрытия, parallax mapping для всех поверхностей и высокую геометрическую детализацию при не слишком ресурсоемких LOD-объектах.
Благодаря использованию PhysX движок получил множество возможностей, например, разрушаемое окружение, симуляцию изгибов на одежде, волны на воде и другие элементы, полностью подверженные влиянию окружающей среды. Звуковая часть в движке обладает поддержкой 3D-позиционирования, создавая впечатление пространства и расположения источника звука.

## Скандалы
Существует мнение, что данный движок создан на базе движка X-Ray, используемого в серии игр S.T.A.L.K.E.R, а не является оригинальной разработкой. 4A отрицали эти обвинения. Шишковцов при этом утверждал, что портирование оригинального движка на консоли было бы чрезвычайно сложным.

## Список игр, использующих 4A Engine
| Название игры     | Дата выхода          | Комментарии                                                                                       |
| ----------------- | -------------------- | ------------------------------------------------------------------------------------------------- |
| Metro 2033        | 16 марта 2010 года   | Первая игра на движке 4A Engine.                                                                  |
| Metro: Last Light | 17 мая 2013 года     | Продолжение сюжета Metro 2033 (по плохой концовке).                                               |
| Metro Redux       | 28 августа 2014 года | Переиздание ремастированных Metro 2033 и Metro: Last Light.                                       |
| Arktika.1         | 10 октября 2017 года | Шутер от первого лица, разрабатывающийся эксклюзивно для Oculus Rift и контроллеров Oculus Touch. |
| Metro Exodus      | 15 февраля 2019 года | Продолжение сюжета Metro: Last Light (по хорошей концовке).                                       |